# Bernward Büker
Bernward Büker (* 29. März 1961 in Münster) ist ein deutscher Musiker. Seine Single Wilde Abenteuer von 1986 war sein größter Hit.

## Leben
Büker zog 1978 nach Hannover, dort besuchte er die Schauspielschule und gründete 1980 die Bernward Büker Bande. Die Deutschrock-Band im Stil der Neuen Deutschen Welle veröffentlichte eine EP und das Album Des Satans Satellit (Mitwirkung bei EP und LP: Heiner Lürig). Nach der Auflösung der Band zog er 1983 nach Berlin. 
In der 28-teiligen Serie Ein kurzes Leben lang spielte er den Sohn Uwe. 1987 verkörperte Büker in Folge 12 der Fernsehserie Praxis Bülowbogen ("Eine Chance für Angie") einen tablettensüchtigen Musiker und 1988 einen Punk im Film Die Senkrechtstarter.
Seit den 2000er Jahren tritt er mit der Piratenshow Störtebüker auf oder mit der NDW-Band Achtung 80. Er leitet eine eigene Veranstaltungsagentur namens Planet Entertainia.

## Diskografie (Alben)
- 1981: Herzlichen Glückwunsch zur Psychose (EP, mit Bernward Büker Bande)
- 1982: Des Satans Satellit (mit Bernward Büker Bande)
- 1990: Bernward
- 1996: Mit Herz und Knochen (Best Of)
- 1998: 13 Kastanien
- 2005: Störtebüker
- 2011: Knochenherz